# Areni
Areni  (armenio:Արենի) es un pueblo en la Provincia Vayots' Dzor de Armenia. Situada en una meseta a 990 m s. n. m. en la frontera con Azerbaiyán donde fluye el río Arpa, tributario del río Aras. Su área es de 64 km² y su población es de 1847 habitantes.
La ciudad es conocida por la calidad de sus vinos, desde 2007, cada año se celebra el festival de vino de Areni. El vino es una tradición que lleva más de tres mil años.
En 1946 el Consejo Supremo de estado, mediante decreto rebautiza el pueblo de Arpa a Areni, nombre que toma por otro río cercano.